# Yang Xiuli
Yang Xiuli, född den 1 september 1983 i Fuxin, Kina, är en kinesisk judoutövare.
Hon tog OS-guld i damernas halv tungvikt i samband med de olympiska judotävlingarna 2008 i Peking.